# Frida Asp
Ida Frida Sofia Asp, född 10 juni 1974 i Danderyd, är en svensk TV-producent och produktionsledare. Hon arbetar ofta i par med Fatima Varhos och tillsammans driver de produktionsbolaget Asp Varhos.

## Biografi
Frida Asp är dotter till scenografen Anna Asp och fotografen, manusförfattaren och producenten John O Olsson. Hon växte upp i Djursholm.
Via sin mor fick hon som 20-åring uppdrag som klädassistent på långfilmen Jerusalem (1996) till vilken hennes mor hade skapat scenografin. Hon kom även att samarbeta med sin far på två filmer som han skrivit manus till och producerat. Dels som produktionsassistent på Vildängel (1997) och dels som produktionsledare på Lusten till ett liv (1999). Asp var även produktionsledare på Agneta Fagerström-Olssons långfilm Knockout (2000), som fadern producerade.
Under 2002–2003 fortsatte Frida Asp samarbeta med fadern och Fagerström-Olsson i långfilmen Den förste zigenaren i rymden och TV-serien Svenska slut (2002–2003). Hon alternerade som produktionsledare, linjeproducent och producent för film och tv. Hon var produktionsledare för långfilmer som Mikael Håfströms filmatisering av Jan Guillous självbiografiska bok, Ondskan (2003), Maria Bloms komedi Masjävlar (2004) och var linjeproducent på Tomas Alfredsons Låt den rätte komma in (2008) och Hundraettåringen som smet från notan och försvann (2016).
Asp har även varit produktionsledare på flera TV-produktioner: SVT:s miniserie Lovisa och Carl Michael (2005) och på Ulf Malmros komediserie Mäklarna (2006) och kriminalserien Höök (2007–2008). Hon var även produktionsledare på en handfull avsnitt av svensk-finländska familjedramat Tjockare än vatten.
Frida Asp debuterade som producent 2004 på kortfilmen Eiffeltornet, i regi av Niklas Rådström. Från 2017 var hon anställd på produktionsbolaget FLX som producent. Där producerade hon första säsongen av kriminalkomedin Enkelstöten (2017), dramakomedin Bonusfamiljen (2017–2018) och komediserien Sjölyckan (2018–2020) tillsammans med Helena Franck.
Tillsammans med Fatima VarhosI producerade hon den första svenska originalserien för Netflix Störst av allt. Tillsammans belönades de med Kristallen för bästa TV-drama 2019. För Netflix har duon även producerat Kärlek & anarki och Barracuda Queens (2023).
År 2021 lämnade hon FLX och grundade produktionsbolaget Asp Varhos tillsammans med Fatima Varhos.
Frida Asp är bosatt i Djursholm med man och två barn.

## Filmografi i urval
- 2017 – Enkelstöten (TV-serie)
- 2017–2018 – Bonusfamiljen (TV-serie)
- 2018 – Sjölyckan (TV-serie)
- 2018–2019 – Andra åket (TV-serie)
- 2019 – Störst av allt (TV-serie)
- 2020–2022 – Kärlek & anarki (TV-serie)
- 2021 – Den osannolika mördaren (TV-serie)
- 2023 – Barracuda Queens (TV-serie)
- 2024 – I dina händer (TV-serie)